# Malik Beasley
Malik JonMikal Beasley (Atlanta, Georgia, 26 de noviembre de 1996) es un baloncestista estadounidense que se encuentra sin equipo. Con 1,93 metros de estatura, juega en la posición de escolta.

## Trayectoria deportiva

### Universidad

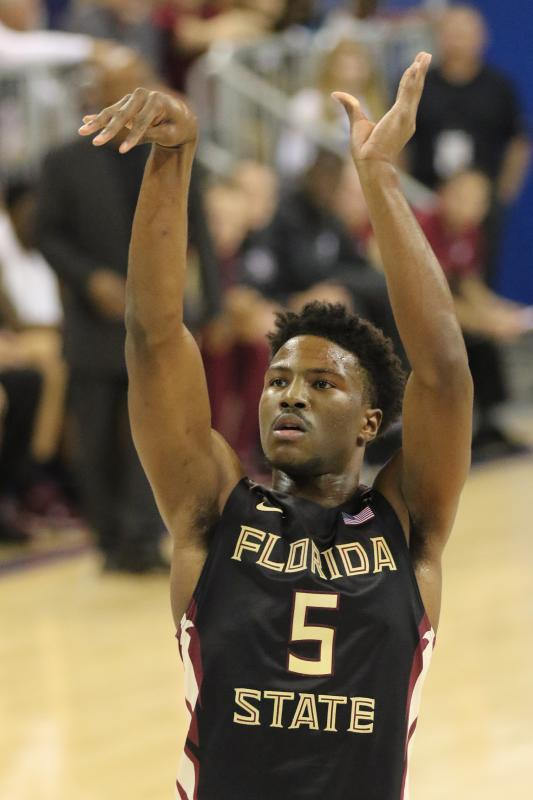
Malik con Florida State en 2015.

Jugó una única temporada con los Seminoles de la Universidad Estatal de Florida, en la que promedió 15,6 puntos, 5,3 rebotes y 1,5 asistencias por partido. Fue incluido en el mejor quinteto freshman de la ACC. Al término de la temporada decidió presentarse al Draft de la NBA.

#### Estadísticas
| Año     | Equipo        | PJ | PT | MPP  | %TC  | %3P  | %TL  | RPP | APP | ROB | TPP | PPP  |
| ------- | ------------- | -- | -- | ---- | ---- | ---- | ---- | --- | --- | --- | --- | ---- |
| 2015–16 | Florida State | 34 | 34 | 29.8 | .471 | .387 | .813 | 5.3 | 1.5 | .9  | .2  | 15.6 |

### Profesional
Fue elegido en la decimonovena posición del Draft de la NBA de 2016 por Denver Nuggets. Debutó el 5 de noviembre en un partido ante Detroit Pistons.
Tras tres temporadas en Denver, el 4 de febrero de 2020 es traspasado a Minnesota Timberwolves, en un traspaso múltiple entre cuatro equipos y que afectó a doce jugadores.
El 20 de noviembre de 2020 renueva por cuatro años con los Timberwolves. El 26 de febrero de 2021, recibió una sanción de la NBA de 12 encuentros, por su problemas legales.
El 1 de julio de 2022 es traspasado, junto a Patrick Beverley, Walker Kessler y Jarred Vanderbilt a Utah Jazz, a cambio de Rudy Gobert.
El 8 de febrero de 2023 es traspasado a Los Angeles Lakers en un intercambio entre tres equipos y en el que se vieron involucrados hasta ocho jugadores.
El 3 de julio de 2023 firma como agente libre con Milwaukee Bucks, por una temporada.
El 11 de julio de 2024 firmó contrato con los Detroit Pistons.

## Estadísticas de su carrera en la NBA

### Temporada regular
| Año     | Equipo      | PJ  | PT  | MPP  | %TC  | %3P  | %TL  | RPP | APP | ROB | TPP | PPP  |
| ------- | ----------- | --- | --- | ---- | ---- | ---- | ---- | --- | --- | --- | --- | ---- |
| 2016-17 | Denver      | 22  | 1   | 7.5  | .452 | .321 | .800 | .8  | .5  | .3  | .0  | 3.8  |
| 2017-18 | Denver      | 62  | 0   | 9.4  | .410 | .341 | .667 | 1.1 | .5  | .2  | .1  | 3.2  |
| 2018-19 | Denver      | 81  | 18  | 23.2 | .474 | .402 | .848 | 2.5 | 1.2 | .7  | .1  | 11.3 |
| 2019-20 | Denver      | 41  | 0   | 18.2 | .389 | .360 | .868 | 1.9 | 1.2 | .8  | .1  | 7.9  |
| 2019-20 | Minnesota   | 14  | 14  | 33.1 | .472 | .426 | .750 | 5.1 | 1.9 | .6  | .1  | 20.7 |
| 2020-21 | Minnesota   | 37  | 36  | 32.8 | .440 | .399 | .850 | 4.4 | 2.4 | .8  | .2  | 19.6 |
| 2021-22 | Minnesota   | 79  | 18  | 25.0 | .391 | .377 | .817 | 2.9 | 1.5 | .5  | .2  | 12.1 |
| 2022-23 | Utah        | 55  | 13  | 26.8 | .396 | .359 | .841 | 3.6 | 1.7 | .8  | .1  | 13.4 |
| 2022-23 | L.A. Lakers | 26  | 14  | 23.9 | .392 | .353 | .619 | 3.3 | 1.2 | .8  | .0  | 11.1 |
| 2023-24 | Milwaukee   | 79  | 77  | 29.6 | .443 | .413 | .714 | 3.7 | 1.4 | .7  | .1  | 11.3 |
| 2024-25 | Detroit     | 82  | 18  | 27.8 | .430 | .416 | .679 | 2.6 | 1.7 | .9  | .1  | 16.3 |
| Total   | Total       | 578 | 209 | 23.8 | .426 | .391 | .769 | 2.8 | 1.4 | .7  | .1  | 11.7 |

### Playoffs
| Año   | Equipo      | PJ | PT | MPP  | %TC  | %3P  | %TL   | RPP | APP | ROB | TPP | PPP  |
| ----- | ----------- | -- | -- | ---- | ---- | ---- | ----- | --- | --- | --- | --- | ---- |
| 2019  | Denver      | 14 | 0  | 20.1 | .387 | .404 | .710  | 3.4 | 1.0 | .2  | .1  | 8.1  |
| 2022  | Minnesota   | 6  | 0  | 19.8 | .432 | .320 | .833  | 3.3 | .7  | .3  | .2  | 8.5  |
| 2023  | L.A. Lakers | 11 | 0  | 8.3  | .294 | .269 | 1.000 | .7  | .2  | .1  | .0  | 3.0  |
| 2024  | Milwaukee   | 6  | 2  | 21.8 | .512 | .440 | —     | 2.5 | .7  | .7  | .0  | 8.8  |
| 2025  | Detroit     | 6  | 0  | 27.2 | .373 | .339 | 1.000 | 2.5 | 1.2 | .5  | .2  | 14.0 |
| Total | Total       | 43 | 2  | 18.2 | .397 | .357 | .804  | 2.5 | .7  | .3  | .1  | 7.8  |

## Vida personal
Malik es hijo de Michael y Deena Beasley. Su padre jugó al baloncesto profesional en Chile, la República Dominicana y Puerto Rico. Su abuelo John Beasley es un actor de cine y televisión que interpretó el papel del entrenador de fútbol de Notre Dame, en la película Rudy (1993). 
El 26 de marzo de 2019, Malik y su esposa Montana Yao, tuvieron a su primer hijo llamado Makai Joseph Beasley.
En diciembre de 2020, salieron a la luz unas fotos de Beasley junto a Larsa Pippen (22 mayor que él), exesposa de Scottie Pippen. Unos días después de la revelación de las fotos, Yao solicitó el divorcio. En su etapa en los Lakers coincidió como compañero de equipo con Scotty Pippen Jr., hijo de Larsa y Scottie.

### Delito y acusación
El 27 de septiembre de 2020, Beasley fue arrestado por posesión de marihuana y amenazas. Los hechos se produjeron cuando el escolta apuntó con un rifle a una pareja y a su hijo adolescente en una camioneta frente a su casa en Plymouth (Minnesota). Pero fue puesto en libertad y se enfrenta a los cargos derivados del incidente, por los que ha sido acusado por posesiones de drogas y amenazas físicas en el Tribunal de Distrito del Condado de Hennepin. Montana Yao también fue acusada de delito grave por drogas. 
Finalmente, en febrero de 2021, fue condenado a 120 días de trabajos comunitarios o de vigilancia domiciliaria. Esta sentencia será cumplida tras la conclusión de la temporada regular, por lo que el jugador no se perderá ningún partido con su equipo. La jueza del distrito ha impuesto a Beasley medidas estrictas durante sus tres años en libertad condicional, que incluyen el no consumo de alcohol ni drogas, pruebas periódicas para confirmar su cumplimiento y una prohibición de por vida de poseer armas de fuego. Pero, la NBA por su parte, le sancionó con 12 encuentros.

### Apuestas deportivas
A finales de junio de 2025, la NBA anunció que Malik estaba siendo investigado por las autoridades federales en relación con un escándalo de apuestas deportivas. Los motivos deriban de su temporada 2023-24 cuando pertenecía a la plantilla de los Milwaukee Bucks.
El 6 de agosto de 2025 fue desalojado de su apartamento, ya que se presentó una orden de desalojo en el Tribunal del Distrito 36 dos meses después de que fuera demandado por no pagar el alquiler de su residencia en el centro de Detroit. La deuda ascendía a $21,500.